# Andrzej Bednarek (reżyser)
Andrzej Bednarek (ur. 30 lipca 1942 w Piotrkowie Trybunalskim) – polski reżyser, autor filmów dokumentalnych.

## Życiorys
W 1965 roku ukończył studia na Wydziale Chemicznym Politechniki Łódzkiej, następnie w latach 1965-1969 pracował jako asystent w Katedrze Chemii Fizycznej tej uczelni.
W roku 1969 został absolwentem Studium Dziennikarstwa Uniwersytetu Warszawskiego, a w 1973 – Wydziału Reżyserii PWSFTviT. Od roku 1974 pracował w tej szkole. Dyplom reżyserski uzyskał w roku 1983. W 1996 roku został prorektorem PWSFTviT ds. współpracy z zagranicą.

## Filmografia
- 1976: Przyszłość wspomnień – reżyseria
- 1978: Dlaczego się spóźniają – reżyseria
- 1978: Feliks Parnell – reżyseria, scenariusz
- 1978: Otwarcie Teatru Muzycznego w zamku książąt pomorskich w Szczecinie – reżyseria
- 1980: Alina i Czesław Centkiewiczowie w filmie "Jak tam jest" – reżyseria
- 1982: Orkiestra – reżyseria
- 1983: Doktor nauk – reżyseria, scenariusz
- 1993: Aleksander Kamiński-Kamyk – reżyseria
- 1994: Anna Walentynowicz – reżyseria, scenariusz
- 1996: Filmówka – współpraca realizatorska
- 1997: Szkoła polska

## Spektakle Teatru Telewizji
- 1992: Rozmowa z diabłem – reżyseria, scenariusz
- 1993: Karol – reżyseria